# Talang Jawi I
Talang Jawi I is een bestuurslaag in het regentschap Kaur van de provincie Bengkulu, Indonesië. Talang Jawi I telt 408 inwoners (volkstelling 2010).